# فرودگاه شهری اتمور
فرودگاه شهری اتمور (به انگلیسی: Atmore Municipal Airport) یک فرودگاه همگانی بهره‌برداری هوایی است که یک باند فرود آسفالت دارد و طول باند آن ۱۵۰۹ متر است. این فرودگاه در کشور ایالات متحده آمریکا قرار دارد و در ارتفاع ۸۸ متری از سطح دریا واقع شده‌است.